# Церковь Рождества Пресвятой Богородицы (Хотынец)
Церковь Рождества Пресвятой Богородицы (пол. Cerkiew Narodzenia Przenajświętszej Bogurodzicy) — деревянная греко-католическая церковь, 1671 года постройки, в селе Хотинец Ярославского повята, Подкарпатского воеводства Польши.
21 июня 2013 на 37-й сессии Комитета всемирного наследия ЮНЕСКО, проходившей в Камбодже, церковь Рождества Пресвятой Богородицы, вместе с другими деревянными церквями карпатского региона Польши и Украины, была включена в список всемирного наследия ЮНЕСКО..

## Описание
Первое документальное упоминание о строительстве церкви датируется 1671 годом. Первоначальное здание церкви было с двумя или тремя куполами на барабанах. Над притвором была часовня Благовещения с внешними галереями. Церковь неоднократно перестраивали, в частности в 1733, 1858 и 1925 годах.
Церковь является одной из немногих действующих греко-католических храмов в Польше, переживших войну и послевоенное уничтожения, связанное с последовавшей депортацией населения. После депортации украинцев в 1947 году её закрыли, а затем передали римско-католической церкви. В 1980-х годах её снова закрыли из-за ветхого состояния. В 1990 году храм был передан изначальным владельцам — греко-католической общине. В 1991—1994 годах церковь была полностью отремонтирована силами прихожан.
Церковь отличается оригинальностью и гармоничностью строения. Деревянный храм тридильный: в середине — алтарь, неф, бабинец и притвор. Купола на барабанах восьмиугольные. Прихожая с двускатной крышей. Бабинец трехъярусный с двумя алтарями. Оригинальное колокольня церкви была разрушена во время Второй мировой войны, и в 1993 году была приставлена колокольня XVII века из села Торки. В интерьере сохранилась иконы 1735 и 1772 годов, в частности картина Страшного суда на южной стене нефа. После многих лет запустения часть живописи была утрачена, но остался недавно отремонтированный иконостас, вероятно, 1671 года с чудотворной иконой Девы Марии. Есть также икона с изображением святого Николая.